# Estadística no paramètrica
L'estadística no paramètrica és una branca de l'estadística que estudia les proves i models estadístics la distribució subjacent dels quals no s'ajusta als anomenats criteris paramètrics. Llur distribució no pot ser definida a priori, puix són les dades observades les qui la determinen. La utilització d'aquests mètodes es fa recomanable quan no es pot assumir que les dades s'ajustin a una distribució normal o quan el nivell de mesura emprat no sigui, com a mínim, d'interval.
Les principals proves no paramètriques són les següents:
- Prova de khi quadrat
- Prova binomial
- Prova d'Anderson-Darling
- Prova de Cochran
- Prova de Cohen kappa
- Prova de Fisher
- Prova de Friedman
- Prova de Kendall
- Prova de Kolmogórov-Smirnov
- Prova de Kruskal-Wallis
- Prova de Kuiper
- Prova de Mann-Whitney o prueba de Wilcoxon
- Prova de McNemar
- Prova de la mediana
- Prova de Siegel-Tukey
- Coeficient de correlació de Spearman
- Taules de contingència
- Prova de Wald-Wolfowitz
- Prova dels signes de Wilcoxon